# Ян (княжич литовский)
Ян (8 января 1499, Краков — 18 февраля 1538) — княжич литовский, внебрачный сын королевича Сигизмунда I (1467—1548) и Екатерины Охстат-Тельничанки.

## Биография
Ян (Януш) воспитывался в Кракове и Глогове. Сигизмунд, став в 1506 году королём, неизменно покровительствовал Яну. Около 1510 года в 11 лет Ян получил сан краковского каноника. В 1512—1516 годах обучался в Италии, изучал право в Болонском университете, где, по-видимому, познакомился с Франциском Скориной, ставшим (по непроверенным источникам) в середине 1520-х годов его лекарем и секретарём.
Познанский каноник с 1516 года. В 1519 году папой Львом X в 20 лет назначен виленским епископом, уступив настоятельным просьбам Сигизмунда I. Ян приехал в Вильно вместе с матерью, которая стала вмешиваться в дела епархии, что вызвало возмущение, причём в ноябре 1520 года Ян временно был отстранен от власти. С магнатами Великого княжества Литовского ему не удалось наладить отношений. В ноябре 1522 года его чуть не убил в драке Станислав Радзивилл. В 1526 году Ян пытался провести на варшавском сейме решение о придании Великому княжеству Литовскому статуса королевства. Но польские магнаты не допустили этого. Ян, получив от короля Шавли, Житомир, Каменец со многими сёлами, стал крупным феодалом. По войсковой записи 1528 года он по числу коней (236) был на девятом месте среди магнатов княжества. В мае 1536 года из-за разногласий с магнатами он отказался от виленского епископства и был назначен познанским епископом, но выехал в Познань лишь зимой, а в феврале 1538 года умер в возрасте 39 лет.